# Keep It Together
Keep It Together – singel Madonny z albumu Like a Prayer. Został wydany jedynie w USA jako piąty singiel z tego właśnie albumu (łącznie singli było 6, ale „Dear Jessie” wydana została tylko w UK).
Piosenka była dedykowana amerykańskiemu zespołowi Sly and the Family Stone, a jej tekst traktuje o uświadomieniu sobie, jak ważna była rodzina Madonny w jej życiu, po rozwodzie z Seanem Pennem w 1989. Pod względem komercyjnym „Keep It Together” odniósł sukces, osiągając szczytową pozycję ósmą na kanadyjskiej liście przebojów RPM Top Singles i na liście US Billboard Hot 100, jednocześnie zajmując pierwsze miejsce na liście przebojów Dance Club Songs magazynu Billboard. W Australii osiągnął szczyt listy przebojów ARIA Singles Chart jako podwójny singiel na stronie A z „Vogue”. Madonna wykonała piosenkę jedynie podczas swojej światowej trasy koncertowej Blond Ambition w 1990 roku, gdzie był to utwór zamykający setlistę.
W nagraniu gościnnie wziął udział Prince grając na gitarze. Mimo tego jego wkład został pominięty. Do piosenki nie nakręcono teledysku.

## Lista utworów

### US 12" vinyl disc
1. „Keep It Together (12" Remix)”
2. „Keep It Together (Dub)”
3. „Keep It Together (12" Extended Mix)”
4. „Keep It Together (12" Mix)”
5. „Keep It Together (Bonus Beats)”
6. „Keep It Together (Instrumental)”

### US 5" compact disc
1. „Keep It Together (Single Remix)”
2. „Keep It Together (12in Remix)”
3. „Keep It Together (12in Mix)”
4. „Keep It Together (12in Extended Mix)”
5. „Keep It Together (Instrumental)”

### US cassette single and 7" single
1. „Keep It Together (Single Remix)”
2. „Keep It Together (Instrumental)”

### Japanese 5" compact disc E.P.
1. „Cherish (Extended Version)”
2. „Keep It Together (12" Remix)”
3. „Keep It Together (Dub)”
4. „Keep It Together (12" Extended Mix)”
5. „Keep It Together (12" Mix)”
6. „Keep It Together (Bonus Beats)”
7. „Keep It Together (Instrumental)”

## Notowania
| Terytorium        | Notowanie                          | Pozycja |
| ----------------- | ---------------------------------- | ------- |
| Stany Zjednoczone | Billboard Hot 100                  | 8       |
| Stany Zjednoczone | Hot 100 Single Sales               | 7       |
| Stany Zjednoczone | Hot 100 Airplay                    | 7       |
| Stany Zjednoczone | Adult Contemporary                 | 32      |
| Stany Zjednoczone | Hot Dance Music/Club Play          | 1       |
| Stany Zjednoczone | Hot Dance Music/Maxi Singles Sales | 1       |
| Australia         | nieznana                           | 1       |
| Kanada            | nieznana                           | 8       |
| Włochy            | nieznana                           | 16      |
| Japonia           | nieznana                           | 5       |